# 奠磐市社
奠磐市社（越南语：／），又作奠盘市社，是越南广南省下辖的一个市社。面积214.28平方公里，2019年总人口244400人。

## 地理
奠磐市社北接岘港市五行山郡和和荣县，南接潍川县，东南接会安市，西接大禄县，东临南中国海。

## 历史
1976年2月，岘港市社和广南省、广沱省合并为广南-岘港省，奠磐县随之划归广南-岘港省管辖。
1981年9月23日，奠宁社分设为永奠市镇和奠明社。
1996年11月6日，广南-岘港省重新分设为直辖市岘港市和广南省，奠磐县划归广南省管辖。
2005年7月7日，奠南社分设为奠南北社、奠南中社和奠南东社，奠胜社分设为奠胜北社、奠胜中社和奠胜南社。
2015年3月11日，奠磐县改制为奠磐市社；永奠市镇改制为永奠坊，奠安社改制为奠安坊，奠玉社改制为奠玉坊，奠南北社改制为奠南北坊，奠南中社改制为奠南中坊，奠南东社改制为奠南东坊，奠阳社改制为奠阳坊。
2023年2月13日，越南国会常务委员会通过决议，自2023年4月10日起，奠明社改制为奠明坊，奠芳社改制为奠芳坊，奠胜北社改制为奠胜北坊，奠胜中社改制为奠胜中坊，奠胜南社改制为奠胜南坊。

## 行政区划
奠磐市社下辖12坊8社，市社人民委员会位于永奠坊。
- 奠安坊（Phường Điện An）
- 奠阳坊（Phường Điện Dương）
- 奠明坊（Phường Điện Minh）
- 奠南北坊（Phường Điện Nam Bắc）
- 奠南东坊（Phường Điện Nam Đông）
- 奠南中坊（Phường Điện Nam Trung）
- 奠玉坊（Phường Điện Ngọc）
- 奠芳坊（Phường Điện Phương）
- 奠胜北坊（Phường Điện Thắng Bắc）
- 奠胜南坊（Phường Điện Thắng Nam）
- 奠胜中坊（Phường Điện Thắng Trung）
- 永奠坊（Phường Vĩnh Điện）
- 奠和社（Xã Điện Hòa）
- 奠鸿社（Xã Điện Hồng）
- 奠丰社（Xã Điện Phong）
- 奠福社（Xã Điện Phước）
- 奠光社（Xã Điện Quang）
- 奠寿社（Xã Điện Thọ）
- 奠进社（Xã Điện Tiến）
- 奠中社（Xã Điện Trung）

## 旅游
古代占婆族建设的平安塔是奠磐市社著名的旅游景点。